# Big Lake, Tasmanien
Big Lake är en sjö i Australien. Den ligger i delstaten Tasmanien, i den sydöstra delen av landet, omkring 420 kilometer nordväst om delstatshuvudstaden Hobart. Arean är 0,48 kvadratkilometer. Den sträcker sig 0,8 kilometer i nord-sydlig riktning, och 1,2 kilometer i öst-västlig riktning.
Genomsnittlig årsnederbörd är 1 039 millimeter. Den regnigaste månaden är augusti, med i genomsnitt 159 mm nederbörd, och den torraste är februari, med 24 mm nederbörd.